# John Whitaker (compositor)
John Whitaker   (c. 1776 - Thavie's Inn, 4 de desembre de 1847) fou un organista i compositor anglès que malgrat no tenir la seva data de naixement hi ha referències que morí en edat avançada.
Va compondre i publicar música vocal a Londres. Va ser membre de la firma editorial de música de Button, Whitaker & Company a St. Paul's Churchyard. També va ensenyar música i va tocar l'orgue a St. Clement's, Eastcheap.
Compositor de nombroses obres dramàtiques populars, entre les que assoliren més longevitat en els repertoris foren les titulades The Apprentices Opera, The Rake's Progress i Sixes and Sevens. També va escriure cançons, pantomimes i anthems (himnes), així com diverses obres per a orgue.